# 羽後牛島站
羽後牛島站（日语：／ Ugo-Ushijima eki */?）是位於秋田縣秋田市牛島西一丁目4番17號，東日本旅客鐵道（JR東日本）的羽越本線車站。

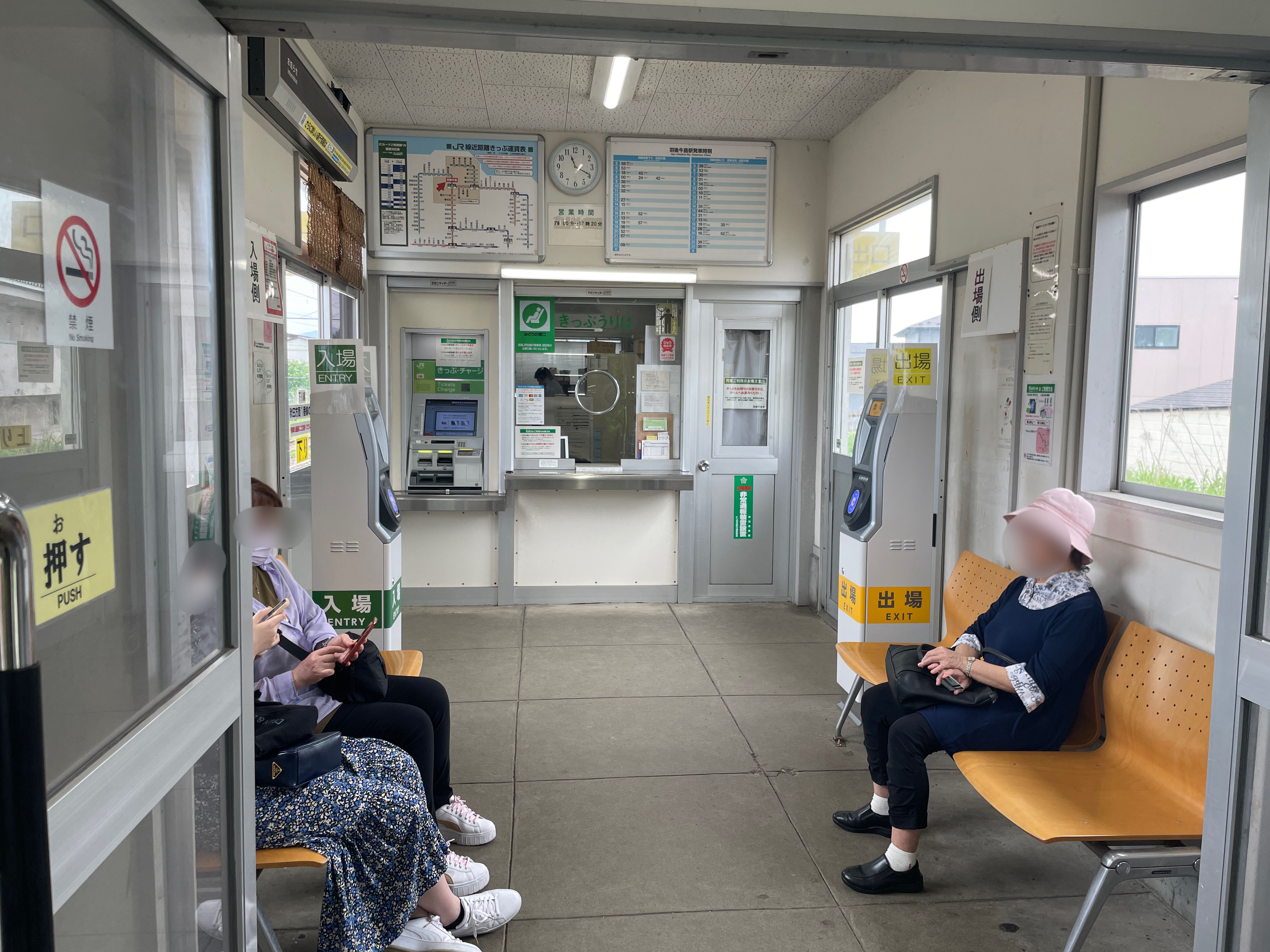
候車室内（2023年6月）

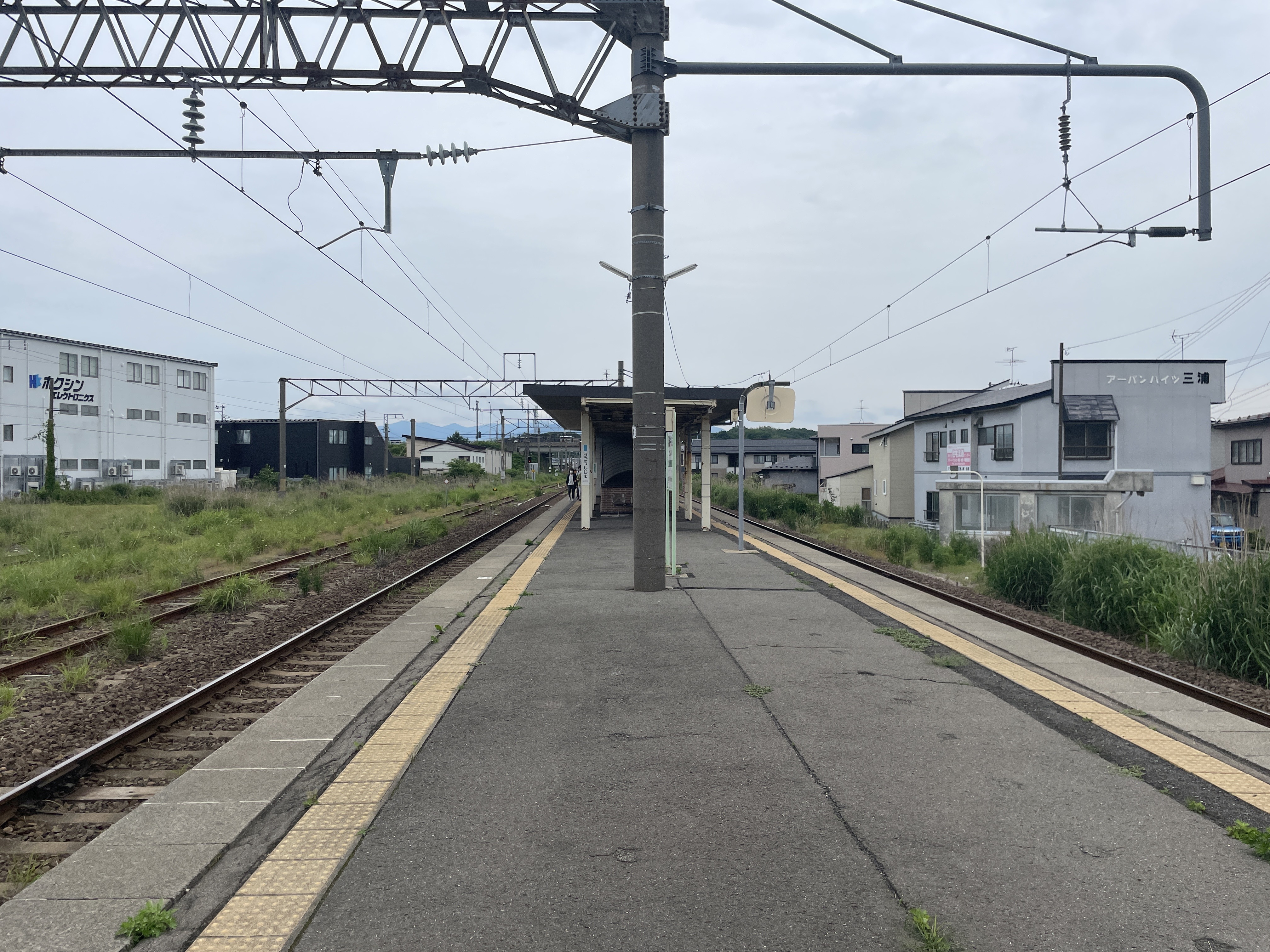
月台（2023年6月）

## 歷史
- 1921年（大正10年）7月31日：國鐵羽越北線車站啟用，當時位於河邊郡（日语：河辺郡）牛島町（日语：牛島 (秋田市)）[1]。為一座一般車站。
- 1924年（大正13年）4月20日：羽後岩谷站至秋田站之間編入至羽越線。
- 1925年（大正14年）11月20日：隨著支線與赤谷線啟用，羽越線改名為羽越本線。
- 1944年（昭和19年）6月：車站大樓重建。
- 1987年（昭和62年）4月1日：伴隨國鐵分割民營化，車站由東日本旅客鐵道（JR東日本）和日本貨物鐵道（JR貨物）營運。
- 1991年（平成3年）12月：車站閘外東西行人隧道啟用，「牛島We路」開放使用[2]。
- 1992年（平成4年）2月24日：月台上的新車站大樓落成啟用[2]。同時車站業務由JR貨物轉移至JR東日本[2]。
- 1994年（平成6年）3月：東北肥料（日语：コープケミカル）秋田工廠專用鐵道廢止，再沒有貨物列車行走。
  - 另外，除了上述專用線外，也有帝國石油秋田油庫和三菱物料（日语：三菱マテリアル）秋田冶煉廠專用線。
- 2006年（平成18年）4月1日：JR貨物車站廢止。終止貨物起卸業務。
- 2016年（平成28年）3月26日：成為快速列車停車站[3]。

## 車站構造

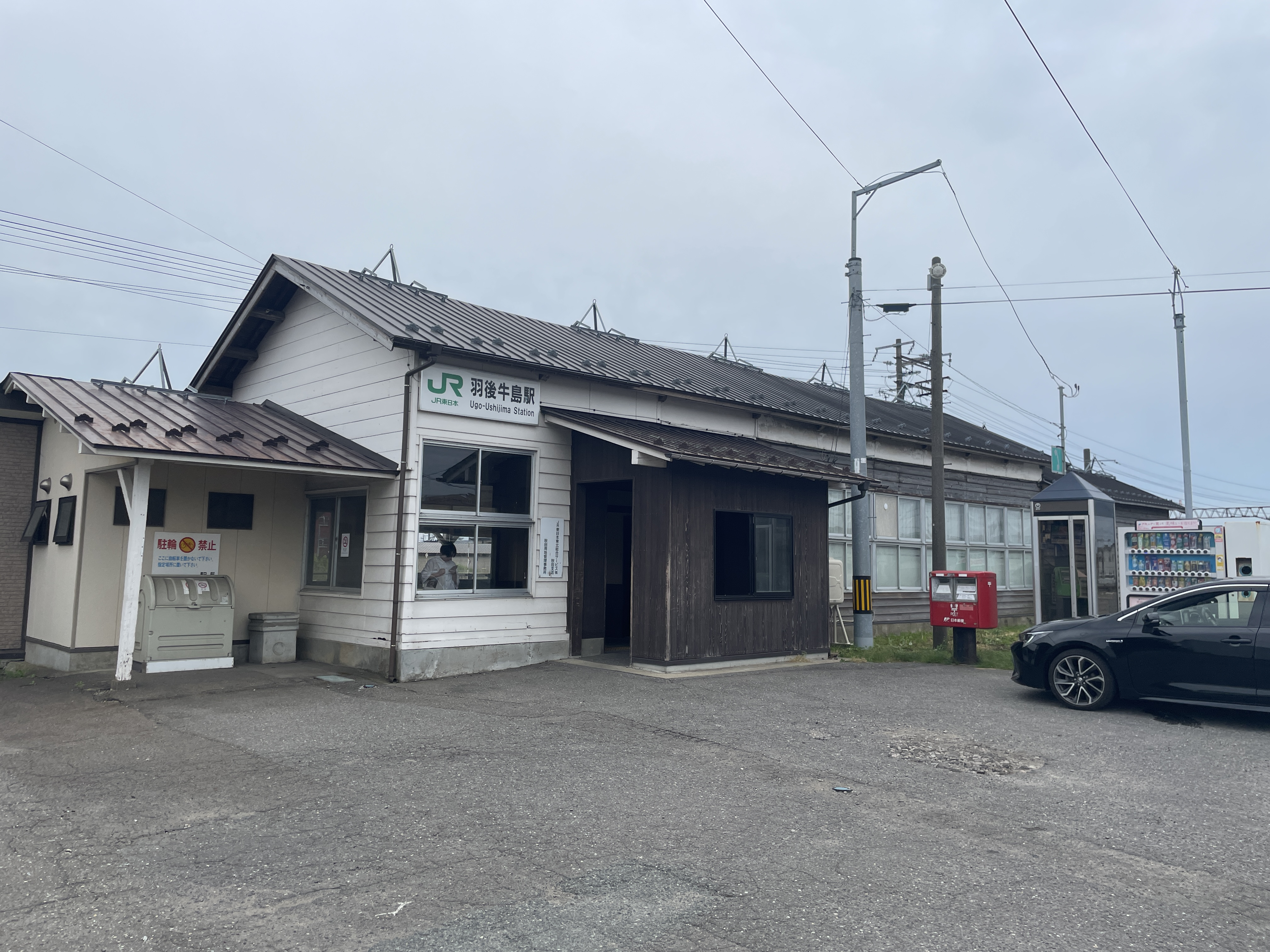
舊站房(2023年6月)）

車站是一座地面車站，設有1面2線的島式月台，也設有曾經作為貨運列車專用的側線。車站大樓建於月台上。
此站是由秋田站管理的業務委託車站，委托了JR東日本東北綜合服務負責車站業務（於車站大樓內設有該公司前辦公室）。於早上和晩上沒有車站職員當值。站內設有綠色窗口和自動售票機。
車站內設有行人隧道連接東西兩方（愛稱：牛島We路），西方連接候車室入口。

### 月台
| 月台 | 路線      | 上下行 | 方向               |
| ---- | --------- | ------ | ------------------ |
| 1    | ■羽越本線 | 下行   | 秋田方向           |
| 2    | ■羽越本線 | 上行   | 新屋、羽後本莊方向 |

參考

## 使用狀況
根據「JR東日本」的資料，在2019年度（令和元年度）1日平均乘車人次為787人。
以下列出近年乘車人次變化：
| 年度               | 1日平均 乘車人次 | 參考資料        |
| ------------------ | ---------------- | --------------- |
| 2000年（平成12年） | 877              | [ 利用客数 2 ]  |
| 2001年（平成13年） | 856              | [ 利用客数 3 ]  |
| 2002年（平成14年） | 812              | [ 利用客数 4 ]  |
| 2003年（平成15年） | 767              | [ 利用客数 5 ]  |
| 2004年（平成16年） | 763              | [ 利用客数 6 ]  |
| 2005年（平成17年） | 791              | [ 利用客数 7 ]  |
| 2006年（平成18年） | 788              | [ 利用客数 8 ]  |
| 2007年（平成19年） | 784              | [ 利用客数 9 ]  |
| 2008年（平成20年） | 765              | [ 利用客数 10 ] |
| 2009年（平成21年） | 756              | [ 利用客数 11 ] |
| 2010年（平成22年） | 734              | [ 利用客数 12 ] |
| 2011年（平成23年） | 677              | [ 利用客数 13 ] |
| 2012年（平成24年） | 696              | [ 利用客数 14 ] |
| 2013年（平成25年） | 728              | [ 利用客数 15 ] |
| 2014年（平成26年） | 656              | [ 利用客数 16 ] |
| 2015年（平成27年） | 670              | [ 利用客数 17 ] |
| 2016年（平成28年） | 702              | [ 利用客数 18 ] |
| 2017年（平成29年） | 737              | [ 利用客数 19 ] |
| 2018年（平成30年） | 760              | [ 利用客数 20 ] |
| 2019年（令和元年） | 787              | [ 利用客数 1 ]  |

## 車站周邊
- 秋田縣立秋田南高等學校·中等部（日语：秋田県立秋田南高等学校・中等部）
- 秋田市立大住小學
- 秋田市立牛島小學（日语：秋田市立牛島小学校）
- 牛島商店街
- 秋田卸中心（不同產業共57間公司聚在一起的企業團地。通稱：卸團地）
  - 秋田卸中心簡易郵局
- 秋田全市場
- 秋田縣道162號羽後牛島停車場線（日语：秋田県道162号羽後牛島停車場線）
- 國道13號
- 秋田中央警署（日语：秋田中央警察署）牛島派出所
- 秋田市消防總部（日语：秋田市消防本部）牛島出張所
- 秋田牛島東郵局
- 大住簡易郵局
- 北都銀行（日语：北都銀行）牛島分店
- 秋田銀行牛島分店
- 秋田中央煤氣（日语：秋田セントラルガス）
- 秋田生剝鬼農業協同組合（日语：秋田なまはげ農業協同組合）牛島地區諮詢室
- 秋田中央交通（日语：秋田中央交通）「牛島站入口」、「牛島東1丁目」巴士站

## 相鄰車站
東日本旅客鐵道
■羽越本線
□快速（只有下行1班）、■普通
新屋－羽後牛島－秋田

## 注腳

### 使用狀況
1. 1 2  . 東日本旅客鉄道.   [2020-07-13]. （原始内容存档于2020-07-10） （日语）.
2. ↑  . 東日本旅客鉄道.   [2019-02-28]. （原始内容存档于2019-03-27） （日语）.
3. ↑  . 東日本旅客鉄道.   [2019-02-28]. （原始内容存档于2019-03-27） （日语）.
4. ↑  . 東日本旅客鉄道.   [2019-02-28]. （原始内容存档于2019-03-27） （日语）.
5. ↑  . 東日本旅客鉄道.   [2019-02-28]. （原始内容存档于2019-03-27） （日语）.
6. ↑  . 東日本旅客鉄道.   [2019-02-28]. （原始内容存档于2019-03-27） （日语）.
7. ↑  . 東日本旅客鉄道.   [2019-02-28]. （原始内容存档于2019-03-27） （日语）.
8. ↑  . 東日本旅客鉄道.   [2019-02-28]. （原始内容存档于2019-03-27） （日语）.
9. ↑  . 東日本旅客鉄道.   [2019-02-28]. （原始内容存档于2019-04-02） （日语）.
10. ↑  . 東日本旅客鉄道.   [2019-02-28]. （原始内容存档于2019-02-22） （日语）.
11. ↑  . 東日本旅客鉄道.   [2019-02-28]. （原始内容存档于2019-03-27） （日语）.
12. ↑  . 東日本旅客鉄道.   [2019-02-28]. （原始内容存档于2019-03-27） （日语）.
13. ↑  . 東日本旅客鉄道.   [2019-02-28]. （原始内容存档于2019-03-27） （日语）.
14. ↑  . 東日本旅客鉄道.   [2019-02-28]. （原始内容存档于2019-03-27） （日语）.
15. ↑  . 東日本旅客鉄道.   [2019-02-28]. （原始内容存档于2016-04-04） （日语）.
16. ↑  . 東日本旅客鉄道.   [2019-02-28]. （原始内容存档于2019-03-27） （日语）.
17. ↑  . 東日本旅客鉄道.   [2019-02-28]. （原始内容存档于2019-03-23） （日语）.
18. ↑  . 東日本旅客鉄道.   [2019-02-28]. （原始内容存档于2019-03-27） （日语）.
19. ↑  . 東日本旅客鉄道.   [2019-02-28]. （原始内容存档于2019-03-25） （日语）.
20. ↑  . 東日本旅客鉄道.   [2019-07-21]. （原始内容存档于2019-07-05） （日语）.

## 外部連結
- 車站資訊（羽後牛島）：東日本旅客鐵道（日語）